# Campeonato de España de Ciclismo en Ruta 1929
El XXIX Campeonato de España de Ciclismo en Ruta se disputó en San Sebastián el 29 de septiembre de 1929. La prueba se disputó en formato contrarreloj sobre una distancia de 100 kilómetros.
El ganador de la prueba fue el corredor Luciano Montero, que se impuso en el tramo final del recorrido. José María Sans y Sebastián Aguilar completaron el podio.

## Clasificación final
| Pos. | Ciclista             | Equipo | Tiempo    |
| ---- | -------------------- | ------ | --------- |
| 1.   | Luciano Montero      | -      | 2h 49'45" |
| 2.   | José María Sans      | -      | a 1'11"   |
| 3.   | Sebastián Aguilar    | -      | a 1'34"   |
| 4.   | Telmo García         | -      | a 2'02"   |
| 5.   | Ricardo Montero      | -      | -         |
| 6.   | Ángel Mateo          | -      | -         |
| 7.   | Ramón Oñaederra      | -      | -         |
| 8.   | Francisco Cepeda     | -      | -         |
| 9.   | Manuel López         | -      | -         |
| 10.  | Segundo Barruetabeña | -      | -         |
| 11.  | Francisco Mula       | -      | -         |
| 12.  | Joaquín Iturri       | -      | -         |
| ̈-    | Jesús Dermit         | -      | s.c.      |